# Sao khổng lồ xanh
Trong thiên văn học, sao khổng lồ xanh là một ngôi sao nóng với lớp độ sáng III (sao khổng lồ) hoặc II (sao khổng lồ sáng). Trong sơ đồ Hertzsprung-Russell tiêu chuẩn, những ngôi sao này nằm phía trên và bên phải dãy chính.
Thuật ngữ này áp dụng cho nhiều ngôi sao trong các giai đoạn phát triển khác nhau, tất cả các ngôi sao tiến hóa đã di chuyển từ chuỗi chính nhưng có ít điểm chung khác, vì vậy, người khổng lồ xanh chỉ đơn giản đề cập đến các ngôi sao trong một khu vực cụ thể của sơ đồ nhân sự chứ không phải là một cụ thể loại sao. Chúng hiếm hơn nhiều so với sao khổng lồ đỏ, bởi vì chúng chỉ phát triển từ những ngôi sao lớn hơn và ít phổ biến hơn, và vì chúng có cuộc sống ngắn ngủi trong giai đoạn sao khổng lồ xanh.
Cái tên sao khổng lồ xanh đôi khi bị áp dụng sai cho các ngôi sao phát sáng có khối lượng lớn khác, chẳng hạn như các ngôi sao có trình tự chính, đơn giản vì các sao này lớn và nóng.

## Tính chất

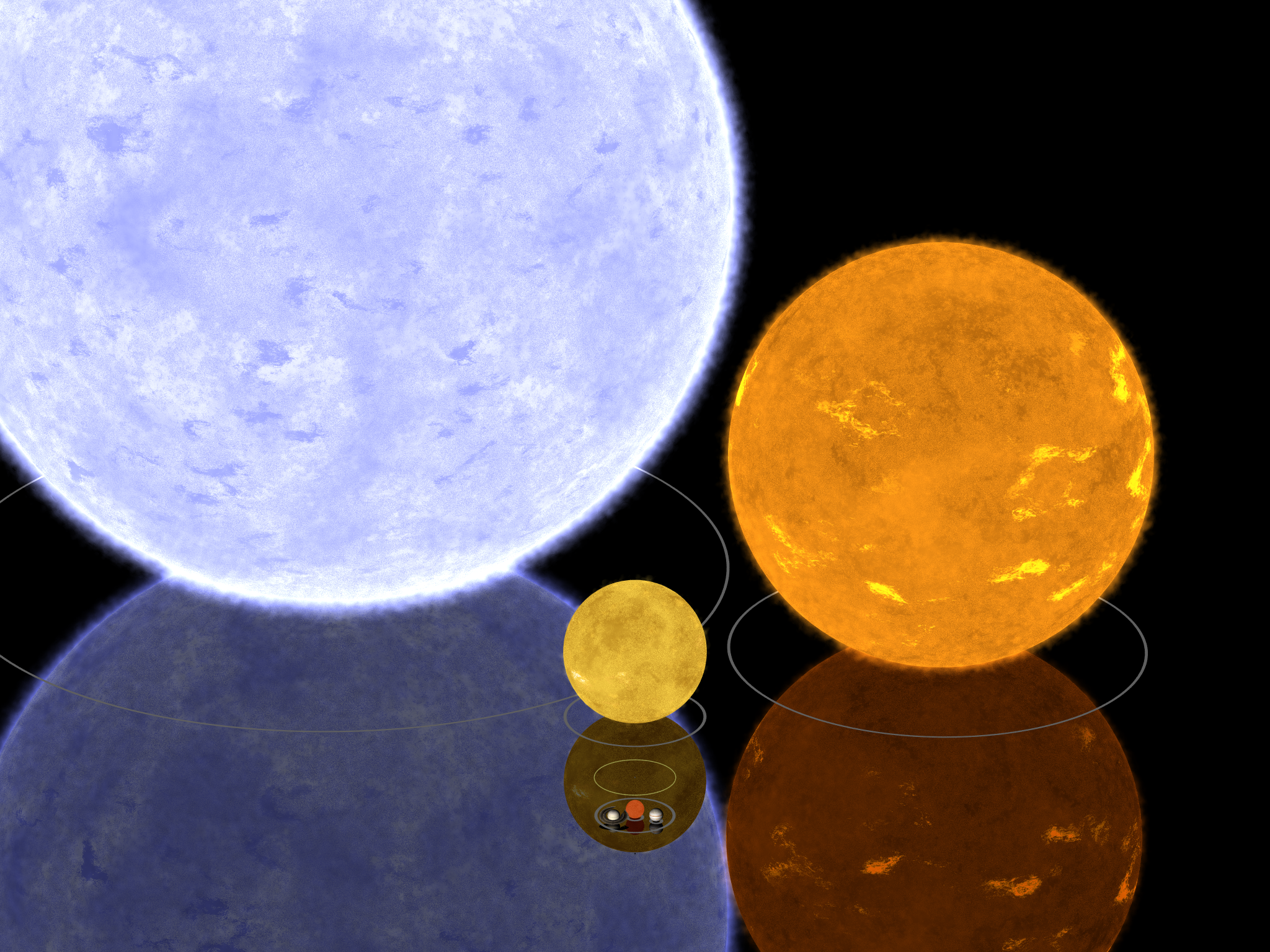
Bellatrix khổng lồ màu xanh so với Algol B, Mặt trời, sao lùn đỏ và một số hành tinh.

Sao khổng lồ xanh không phải là một thuật ngữ được xác định nghiêm ngặt và nó được áp dụng cho nhiều loại sao khác nhau. Điểm chung của chúng là: tăng kích thước và độ sáng vừa phải so với các sao trong dãy chính có cùng khối lượng hoặc nhiệt độ, và đủ nóng để được gọi là màu xanh lam, nghĩa là lớp quang phổ O, B và đôi khi là A. nhiệt độ từ khoảng 10.000 K trở lên, trình tự chính tuổi zero (Zams) khối lượng lớn hơn khoảng gấp đôi so với Mặt trời (M ☉) và Cấp sao tuyệt đối khoảng 0 hoặc sáng hơn. Những ngôi sao này chỉ có bán kính gấp 5-10 lần so với bán kính của Mặt Trời (R ☉), so với những sao khổng lồ màu đỏ mà có bán kính lên đến 100 lần bán kính của Mặt Trời.